# López-Arza
José Antonio González López-Arza (Cabeza del Buey, 25 de abril de 1961) es un escultor español. Licenciado en Bella Artes por la Universidad de Sevilla en la especialidad de Escultura, obtiene en 1984 el Premio del Ayuntamiento de Sevilla al Mejor Expediente Académico de la Facultad de Bellas Artes y en 1986 el Grado en la Licenciatura. Desde 1988 es profesor agregado de Instituto, adquiriendo la condición de Catedrático de Dibujo en 2003. A partir de 1991 fija su residencia en Ciudad Real. Actualmente da clases de plástica en el Instituto Maestro Juan de Ávila.

## Obras Públicas
- Dulcinea. 2015. Ciudad Real

- Jesús Madero. 2015. Herencia, Ciudad Real

- Paco "el Sereno". 2012. Navalcarnero, Madrid

- Luis Zambrano. 2009. Badajoz

- Pintor Manuel López-Villaseñor . 2006. Torrelodones, Madrid

- Frey Fernando Fernández de Córdova y Mendoza . 2002. Almagro, Ciudad Real

- Torero Reina Rincón . 2005. Ciudad Real

- D. Pedro Pardo. 2003. Ciudad Real

- Siglo XXI. 2001.  Cabeza del Buey, Badajoz

- Pozuelo de Don Gil. 2000. Ciudad Real

- Niño Jesús, Sagrario, Virgen con niño y Crucificado. Centro parroquial de la Parroquia de San Roque. 1999. Badajoz

- Homenaje a la Pandorga . 1999. Jardines del Prado. Ciudad Real

- Fotógrafo Eduardo Matos . 1997. Ciudad Real

- San Pedro de Alcántara. Iglesia Parroquial de San Pedro de Alcántara. 1996. Badajoz

- Crucificado-Resucitado. Iglesia Parroquial de San Pedro de Alcántara. 1991. Badajoz

- Misterio navideño. Iglesia Parroquial de San José. 1990. Badajoz

- Crucificado de Arlington. Saint Agnes Catholic Church. 1989. Arlington, Virginia

- Vía Crucis. Iglesia Parroquial de San José. 1989. Badajoz

- San Pedro de Alcántara. Frontón de la Iglesia Parroquial de San Pedro de Alcántara. 1988. Badajoz

- Virgen con niño, San José y Crucificado. Iglesia Parroquial de San José. 1988. Badajoz

- Fuente monumental de Cabeza del Buey. 1986. Cabeza del Buey, Badajoz

- Mujer con Paloma. 1983. Casa Museo Asemesa. Sevilla

## Retratos y otras Esculturas

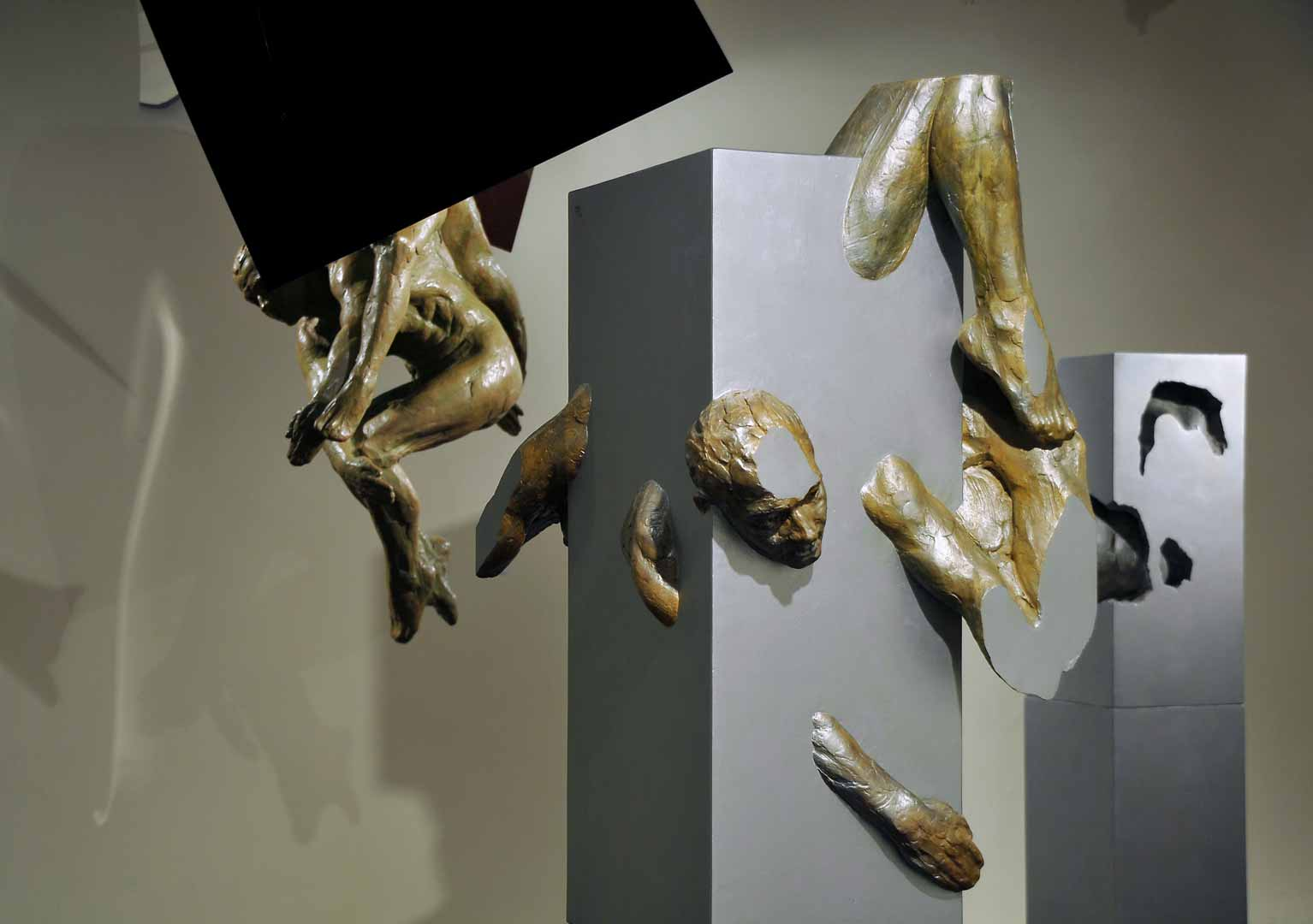
Esculturas de López-Arza en la Exposición "Anagnórisis", Museo López-Villaseñor de Ciudad Real en mayo de 2014, fotografía de Marcos González

- Auxos. 2012. Colección Particular. Badajoz

- Acis. 2011. Colección Particular. Ciudad Real

- Anábasis. 2008. Colección del autor. Ciudad Real

- Marcos con abrigo. Hijo del escultor. 2008. Colección del autor. Ciudad Real

- Portagallola. 2007. Colección Particular. Sevilla

- De poder a poder. 2007. Colección Particular. Orense

- Trincherillas. 2007. Colección Particular. Cádiz

- Trofeo Taurino. 2005. Colecciones Particulares

- Anagnórisis. 2004. Colección del autor. Ciudad Real

- Hernán. Hijo del escultor. 2001. Colección del autor. Ciudad Real

- Espacio. 2000. Centro Cultural Vicente Serrano. Cabeza del Buey, Badajoz

- Juan Ignacio Morales. Poeta. 1999. Colección Particular. Ciudad Real

- Eduardo Capa. Maestro fundidor y escultor. 1998. Fundación Capa. Madrid

- López-Villaseñor. Pintor. 1998. Museo López-Villaseñor. Ciudad Real

- Berta Gutiérrez. 1996. Colección Particular. Lisboa

- José Carlos Fernández. 1996. Colección Particular. Orense

- Atlante. 1994. Colección Particular. Ciudad Real

- Ela en el sillón. Abuela materna del escultor. 1994. Colección del autor. Cabeza del Buey, Badajoz

- Virginia Roch. 1993. Colección Particular. Valencia

- Torso de Albada. 1993. Colección Particular. Murcia

## Exposiciones
2019
Areté. Una aspiración a la belleza. Museo Histórico-Etnográfico de Villafranca de los Barros (MUVI). Badajoz
2014
Anagnórisis. Museo Municipal López-Villaseñor. Ciudad Real
2013
Affordable Art Fair. Bruselas
In Parvulis Maximun. IcomBa. Badajoz
2011
Exposición escultórica. Sótano antiguo Casino. Ciudad Real
2010
Pintores y escultores manchegos”. Miguelturra, Ciudad Real, Toledo, Valdepeñas y Getafe
2009
Pablo ayer y hoy. Claustro de la Catedral de Badajoz
2007
Taurus. Sala Expositiva X Sabio 13. Sevilla
Ornamento urbano. Ciudad Real escultórica. Museo Municipal López Villaseñor. Ciudad Real
45th Annual Canterbury Fair. Canterbury
2004
Recorridos. Consejería de Cultura de la Junta de Extremadura. Centro de Exposiciones San Jorge, Cáceres, y Sala Europa, Badajoz
2003
Museo Municipal López Villaseñor. Ciudad Real
1999
Sala de Exposiciones de la Caja de Extremadura. Cáceres
1996
Sala de Exposiciones del Instituto Cervantes. Lisboa
1995
Museo Municipal Elisa Cendrero. Ciudad Real
1993
Sala Caja de Extremadura. Cáceres
1992
Expo '92. Pabellón de Extremadura. Sevilla
1986
Casa de la Cultura. Cabeza del Buey, Badajoz
1984
Arte 84. Facultad de Bellas Artes. Sevilla

## Catálogo razonado
El 5 de febrero de 2019 fue presentado el primer estudio monográfico sobre la trayectoria artística del escultor, López-Arza. Escultor. Un trabajo de investigación realizado por Moisés Bazán de Huerta y Víctor Manuel Rebollo Gómez, que aportan una visión científica, analítica y contrastada de su obra. Los distintos capítulos del libro abordan los temas que predominan en su labor creativa, junto a una pormenorizada catalogación de su legado hasta la fecha de publicación. El libro está editado por el Instituto de Estudios Manchegos (CSIC).